# 通知定床
通知定床（つうちていしょう）とは、厚生労働省が所管する医療機関の予算および職員定数管理など施設運営上の基準となる病床数。厚生労働省の主管課（現在は医療経営支援課）が施設等機関に通知する形をとることから、この名称がある。
医療法における承認病床数や収容可能病床数、平均患者数とは必ずしも一致しない。
かつては、国立病院・療養所について定められていたが、国立病院機構の独立行政法人化により、現在は国立ハンセン病療養所のみ定められている。旧国立病院では、外来患者数の通知定床も定められていた。